# Raymond Bru
Raymond Bru (30 de março de 1906 – dezembro de 1989) foi um esgrimista belgo que participou dos Jogos Olímpicos de Verão de 1948, sob a bandeira da Bélgica.